# Kielmeyera occhioniana
Kielmeyera occhioniana, também conhecido como leiteira, é uma espécie de planta do gênero Kielmeyera e da família Calophyllaceae. Kielmeyera occhioniana difere de Kielmeyera albopunctata pela textura foliar
e pelas nervuras secundárias mais distantes entre si. A outra espécie que
ocorre na mesma área onde K. occhioniana ocorre e pode causar confusão é Kielmeyera colibri, da qual pode ser facilmente distinta por suas folhas maiores,
botões de flores menores e pelo formato das sépalas. 

## Taxonomia
A espécie foi descrita em 1984 por Nagib Saddi. 

## Forma de vida
É uma espécie terrícola e arbórea. 

## Descrição
| Raiz                                | Raiz                                            |
| ----------------------------------- | ----------------------------------------------- |
| tipo raiz                           | não xilopódio                                   |
| Caule                               |                                                 |
| orientação                          | ereto                                           |
| Folha                               |                                                 |
| textura                             | membranácea                                     |
| cor                                 | discolor/não glauca                             |
| mancha avermelhada limbo            | ausente                                         |
| forma                               | elíptica/oblonga                                |
| ápice                               | arredondado/obtuso/retuso                       |
| base                                | cuneada                                         |
| margem                              | não revoluta                                    |
| glândula                            | presente e esférica/presente e alongada         |
| Inflorescência                      |                                                 |
| bráctea                             | caduca                                          |
| tipo                                | cimeira e com mais de 3 flor por inflorescência |
| Flor                                |                                                 |
| cor do cálice                       | verde                                           |
| sépala interna e externa            | desigual                                        |
| pétala                              | fortemente assimétrica                          |
| cor corola                          | branca                                          |
| antera                              | ereta e com teca não locelada                   |
| glândula na antera                  | presente , apical e conspícua                   |
| grão de pólen                       | tétrades/políade                                |
| indumento ovário e / ou no estilete | ausente                                         |

## Conservação
A espécie faz parte da Lista Vermelha das espécies ameaçadas do estado do Espírito Santo, no sudeste do Brasil. A lista foi publicada em 13 de junho de 2005 por intermédio do decreto estadual nº 1.499-R. 

## Distribuição
A espécie é encontrada nos estados brasileiros de Bahia e Espírito Santo. 
A espécie é encontrada no domínio fitogeográfico de Mata Atlântica, em regiões com vegetação de floresta ombrófila pluvial.